# Joe Gqabi District Municipality
Joe Gqabi (dawniej Ukhahlamba) – dystrykt w Republice Południowej Afryki, w Prowincji Przylądkowej Wschodniej. Siedzibą administracyjną dystryktu jest Barkly East.
Dystrykt dzieli się na gminy:
- Elundini
- Senqu
- Walter Sisulu